# Storia della colonna infame
La Storia della colonna infame è un saggio storico, scritto da Alessandro Manzoni e pubblicato, in una sorta di continuità necessaria, come appendice al suo celeberrimo romanzo, I promessi sposi, nella seconda e definitiva edizione del 1840 (la cosiddetta "quarantana"), con le illustrazioni di Francesco Gonin.
Le vicende narrate sono coeve al periodo storico in cui è ambientato il romanzo, il XVII secolo e in particolare durante la peste di Milano del 1630. La riflessione manzoniana, caratterizzata da uno spiccato senso morale, indaga l'etica e l'amministrazione della giustizia penale al tempo della dominazione spagnola della Lombardia. Ma parlando dell'antica abiezione, ne fa una lezione universale, denunciandone gli errori, i terribili abusi e soprusi, realmente accaduti a dei poveri cittadini innocenti. Riportando all'attenzione del lettore le iniquità commesse in questa storia dai singoli e dalla collettività, Manzoni mostra come le persone possano esser traviate da superstizioni e credenze fallaci.

## Vicenda storica

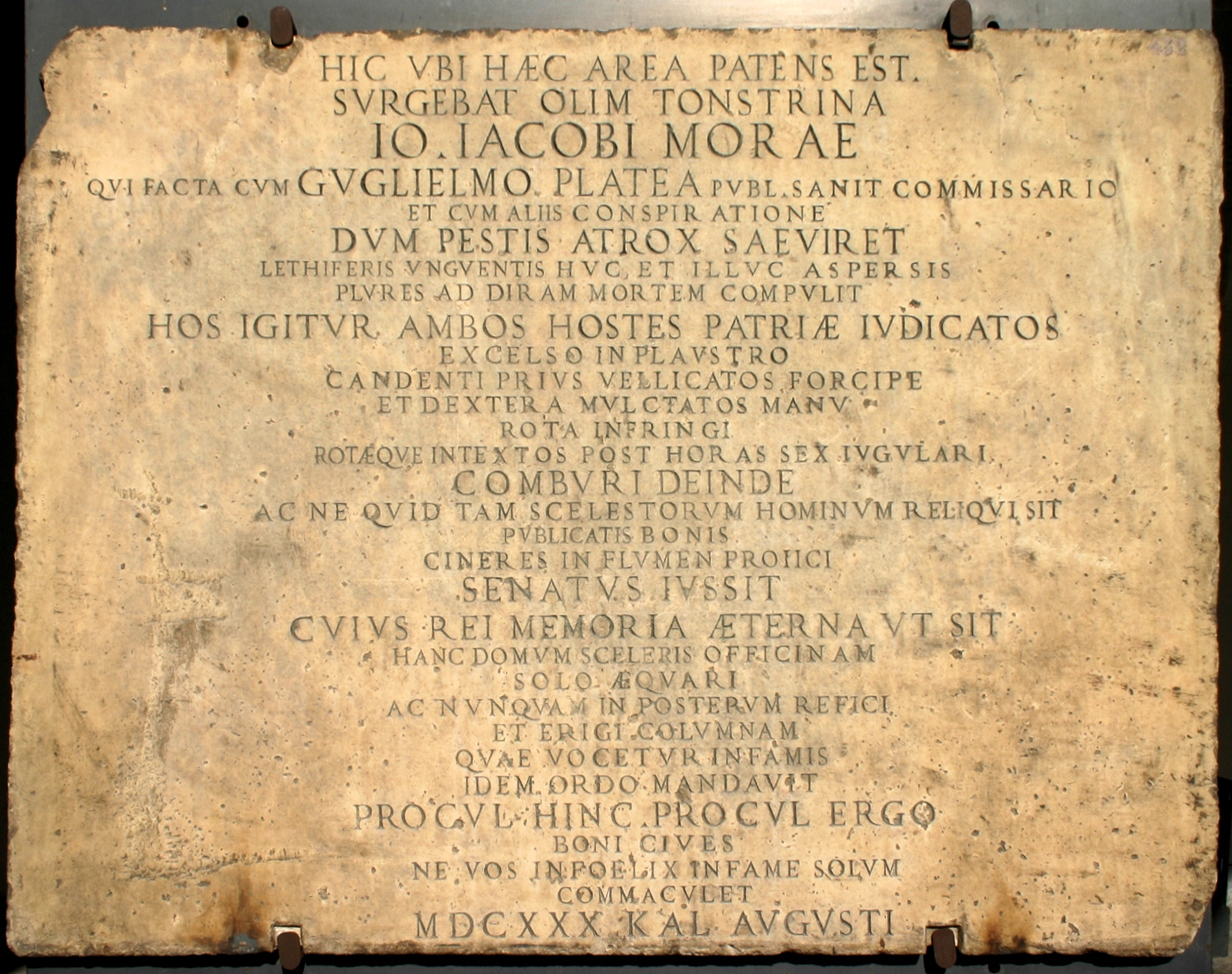
La lapide posta in origine presso la Colonna Infame (Milano, Castello Sforzesco)

La vicenda narra del processo intentato a Milano, durante la terribile peste del 1630, contro due presunti untori, ritenuti responsabili del contagio pestilenziale tramite misteriose sostanze, in seguito ad un'accusa - infondata - da parte di una "donnicciola" del popolo, Caterina Rosa.
Il processo, svoltosi storicamente nell'estate del 1630, decretò la condanna capitale di due innocenti, Guglielmo Piazza (commissario di sanità) e Gian Giacomo Mora (barbiere) giustiziati con il supplizio della ruota.
A quest'ultimo fu anche distrutta la casa bottega che gli apparteneva. Come monito venne eretta sulle macerie dell'abitazione del Mora la "colonna infame", che dà il nome alla vicenda.
Solo nel 1778 la Colonna Infame, ormai divenuta una testimonianza d'infamia non più a carico dei condannati, ma dei giudici che avevano commesso un'enorme ingiustizia, fu abbattuta. Nel castello Sforzesco di Milano se ne conserva la lapide, che reca una descrizione, in latino seicentesco, delle pene inflitte.

## Genesi
(Alessandro Manzoni, Introduzione della Storia della Colonna Infame)
Alessandro Manzoni compose la Storia della colonna infame in un arco di tempo piuttosto lungo e in due redazioni diverse. La prima redazione, scritta nel 1823, avrebbe dovuto far parte del capitolo V del tomo IV del Fermo e Lucia (pubblicato postumo nel 1916), ma l'autore reputò che tale lunga digressione avrebbe "fuorviato i suoi lettori", per cui fu subito estrapolata dal manoscritto e destinata a essere aggiunta in coda con il titolo Appendice storica su la colonna infame. La seconda redazione, profondamente rielaborata, uscì nel 1840 in appendice all'edizione definitiva de I promessi sposi.
Manzoni trasse gran parte delle notizie dal De peste Mediolani quae fuit anno 1630 di Giuseppe Ripamonti, che descrive anche la vicenda della Colonna Infame, che ispirò anche le Osservazioni sulla tortura di Pietro Verri.
Con questa vicenda, Manzoni vuole affrontare il rapporto tra le responsabilità del singolo e le credenze e convinzioni personali o collettive del tempo. Tramite un'analisi storica, giuridica e psicologica, l'autore cerca di sottolineare l'errore commesso dai giudici e l'abuso del loro potere, che calpestò ogni buonsenso e pietà umana, spinti da una convinzione del tutto infondata e da una paura legata alla tremenda condizione del tempo provocata dall'epidemia di peste.

## Ricezione critica dell'opera
Benedetto Croce fu molto severo verso il Manzoni. L'accusa di antistoricismo verso questa opera di Manzoni venne sviluppata dallo storico Fausto Nicolini vicino per posizioni ed ideologia al Croce. Le principali critiche mosse dal Nicolini sono:
- non aver considerato come reali le unzioni, probabilmente operate da monatti;
- non aver considerato la realtà in cui i giudici si trovavano;
- aver distorto alcune parti per far apparire viziato il procedimento, mentre i giudici si sarebbero attenuti alle norme dell'epoca;
- aver presentato gli accusati come uomini onesti, tacendo crimini e colpe di molti di loro (esclusi Gian Giacomo Mora e Gaspare Migliavacca, realmente innocenti);
- aver taciuto le torture stabilite dal cardinale Federico Borromeo per altri sospettati di essere untori.

Una difesa della Storia della colonna infame venne pubblicata da Leonardo Sciascia, che definì i giudici "burocrati del male" e che propose un parallelo tra le vicende del processo e le leggi speciali contro il terrorismo volte ad assicurare l'impunità per i pentiti politici.
Nel suo saggio su Manzoni Carlo Varotti suggerisce una lettura diversa da quella di ispirazione crociana, che riconosca la riflessione del nipote di Beccaria sul problema delle responsabilità di ogni individuo e sulla ammissibilità a giustificare automaticamente i costumi di un certo periodo storico invocando lo "spirito del tempo".
Franco Cordero (nella “Fabbrica della peste”, Laterza, 1983) confuta la tesi manzoniana secondo cui i giudici milanesi agirono ingiustamente anche secondo i criteri legali e
morali del tempo. Secondo Cordero quei criteri rispondevano agli imperativi della Controriforma, indicati come retrivi in base all’autorità di Pietro Giannone; Manzoni sarebbe stato influenzato dal surrettizio intento di operare una difesa d’ufficio di quella cultura, di stampo cattolico, mediante la critica della prima ricostruzione della vicenda, offerta da Pietro Verri.

## Adattamenti
- Nel 1962 Dino Buzzati scrisse la commedia teatrale La colonna infame, rappresentata per la prima volta il 23 ottobre 1962 al Teatro Sant'Erasmo di Milano dalla compagnia del "Teatro delle Novità" diretta da Maner Lualdi, con la regia di Edmo Fenoglio e con gli attori Piero Nuti, Giustino Durano e Paolo Poli.[6][7]
- Nel 1972 il regista Nelo Risi diresse il film La colonna infame, trasposizione del saggio.

## Edizioni autonome
- Storia della Colonna Infame, Introduzione («In margine alla 'Colonna Infame': grazia e delirio»)a cura di Giancarlo Vigorelli, Milano-Roma, Bompiani, 1942.
- La Colonna Infame, Introduzione di Leonardo Sciascia, con testi di Vasco Pratolini, Nelo Risi, Gianni Scalia, Bologna, Cappelli, 1973. - Milano, Bompiani, 1989.[8]
- Storia della Colonna Infame, edizione commentata a cura di Lanfranco Caretti, Milano, Mursia, 1973.
- Osservazioni sulla morale cattolica. Storia della Colonna Infame, A cura di Franco Mollia, Prefazione di Carlo Bo, Collezione I Libri della Spiga, Milano, Garzanti, 1985.
- Storia della Colonna Infame, Introduzione di Franco Cordero, Milano, BUR, 1987.
- Storia della Colonna Infame, Introduzione di Maurizio Cucchi, Collana UEF. I Classici, Milano, Feltrinelli, 1992.
- Storia della Colonna Infame, con il testo della prima edizione, Introduzione di Angelo R. Pupino, C.U.E.C.M..
- Storia della Colonna Infame, Tradizione critica, redazioni e varianti a cura di Alma Maria Ioni, A.S. Edizioni, 1997.
- Storia della Colonna Infame, Edizione Nazionale ed Europea delle Opere di Alessandro Manzoni, Milano, Centro Nazionale Studi Manzoniani, 2002.
- Storia della Colonna Infame, Saggio introduttivo, apparati e note a cura di Luigi Weber, Collana La modernità letteraria n.13, Edizioni ETS, 2009, ISBN 978-88-467-2330-7.
- La peste a Milano. Storia della Colonna Infame. I Promessi Sposi (capitoli 31, 32, 34), Prefazione di Pietro Gibellini. Commento di Mino Martinazzoli[9], Collana Orso blu, Brescia, Scholè, 2020, ISBN 978-88-284-0184-1.
- Storia della Colonna Infame, Introduzione di Salvatore Silvano Nigro, con le illustrazioni di Francesco Gonin, Vicenza, Ronzani, 2020, ISBN 978-88-949-1142-8.
- Storia della Colonna Infame, Introduzione di Pietro Gibellini, Prefazione di Franco Mollia, Collana I grandi libri, Milano, Garzanti, 2023, ISBN 978-88-110-0874-3.